# ويليام باركلي
ويليام باركلي (بالإنجليزية: William Barclay)‏ (و. 1907 – 1978 م) هو مؤلِّف، وعالم عقيدة، وأستاذ جامعي، من المملكة المتحدة، توفي في غلاسكو، عن عمر يناهز 71 عاماً.

## التعليم
تعلم في جامعة جلاسكو.